# Лешті Чен
Лешті Чен (陈 正道, нар. 3 березня 1981) — тайванський режисер та продюсер.

## Фільмографія
- The Heirloom (2005)
- Вічне літо (2006)
- Проект 4+1 (2010)
- Кохання у кредит (2011)
- HeartBeat Love (2012)
- Say Yes (2013)
- 101 пропозиція (2013)
- Великий гіпнотизер (2014)
- Once Again, 20s (TBA)